# 大理天门冬
大理天门冬（学名：Asparagus taliensis）为天门冬科天门冬属的植物，为中国的特有植物。分布在中国大陆的云南省等地，生长于海拔1,850米至2,000米的地区，一般生于林中以及路边，目前尚未由人工引种栽培。